# Trithemis dichroa
Trithemis dichroa е вид водно конче от семейство Libellulidae. Видът не е застрашен от изчезване.

## Разпространение
Разпространен е в Ангола, Бенин, Гана, Гвинея, Демократична република Конго, Екваториална Гвинея, Замбия, Камерун, Кот д'Ивоар, Либерия, Мали, Нигерия, Сиера Леоне, Судан, Того, Уганда и Централноафриканска република.